# Tadeusz Budziński
Tadeusz Budziński (ur. 7 kwietnia 1938 w Niżankowicach) – polski fotograf i fotografik.

## Życiorys
Urodził się 7 kwietnia 1939 w Niżankowicach w ówczesnej II Rzeczypospolitej. W młodości zamieszkał w Przemyślu. Został fotografem. Od 1972 do 1974 był prezesem Rzeszowskiego Towarzystwa Fotograficznego. W 1974 przystąpił do Związku Polskich Artystów Fotografików. Od 1978 do 1979 był szefem oddziału ZPAF w Rzeszowie.
Jako fotograf skupił się na uwiecznianiu Podkarpacia i Bieszczadów, w szczególności przyrody i zabytków. Wydał wiele albumów tematycznych ze zdjęciami swojego autorstwa. Ponadto jego fotografie ubogacały publikacje innych autorów, np. tomik poezji Janusza Szubera pt. Tam, gdzie niedźwiedzie piwo warzą z 2004. Jego fotografie były prezentowane na wystawach indywidualnych i zbiorowych.
Prace Tadeusza Budzińskiego mają w swoich kolekcjach: Muzeum Narodowe we Wrocławiu, Muzeum Łowiectwa i Jeździectwa w Warszawie, Muzeum Ziemi Przemyskiej oraz Biuro Wystaw Artystycznych w Rzeszowie.

## Albumy
- Ziemia Przemyska (1988)[1]
- Bieszczady (1985)[1]
- Przemyśl (1991)[1]
- Piękno w drewnie zamknięte (1992)[1]
- Bieszczady (1994)[1]
- Ziemia Przemyska (1995)[1]
- „W krainie wilka” (1995)[1]
- Karpaty Wschodnie (1996)[1]
- Ojciec Święty w Krośnie (1998)[1]
- Zamki i pałace Polski południowo-wschodniej (1998)[1]
- Bieszczady (1999)[1]
- Rzeszów (1999)[1]
- Podkarpacie (2000)[1]
- Krosno (2000)[1]
- Sanok (2000)[1]
- Jarosław i okolice (2000)[1]
- Ziemia kolbuszowska (2000)[1]
- Sanok i Ziemia Sanocka (2001; wstęp: Janusz Szuber)[4]
- Pogranicze kultur – drewniane budownictwo sakralne na Podkarpaciu (2001)[1]
- Wilk (2003)[1]
- Wilk (2004)[1]
- Huculy. Konie z gór (2005)[1]
- Sandomierz (2006)[1]
- San (2006)[1]
- Hucuły – konie z gór (2006)[1]
- Podkarpacie (2006)[1]
- Żubr w Bieszczadach (2006)[1]
- Araby. Dzieci wiatru (2007)[1]
- Wilk (2012)[1]

## Odznaczenia i nagrody
- Brązowy medal na Ogólnopolskiej Wystawie Fotografii artystycznej „Konfrontacje” w Lublinie (1973)[1]
- Złoty medal na Biennale Fotografii Przyrodniczej w Poznaniu (1972)[1]
- Grand Prix na Biennale Fotografii Przyrodniczej w Poznaniu (1974)[1]
- Wyróżnienie honorowe na Światowej Wystawie Fotografii ONZ w Kenii (1974)[1]
- Nagroda miesięcznika „Profile” (1985)[1]
- Nagroda specjalna wojewody krośnieńskiego (1987)[5][1]
- „Wawrzyn” przyznany przez redakcje Polskiego Radia Rzeszów TV Rzeszów (1991)[1]
- Nagroda Miasta Przemyśla (1994)[1]
- Nagroda Miasta Rzeszowa (1999)[1]
- Nagroda Grand Prix Polskiego Towarzystwa Wydawców Książek (za album Wilk z 2003)[1]
- Dyplom „Fotografa Krajoznawcy Polski”, przyznany przez Zarząd Główny PTTK[1]
- Medal 40-lecia ZPAF[1]
- Statuetka „Bieszczadzki Żubr” (2008)[3]
- Brązowy Medal „Zasłużony Kulturze Gloria Artis” (2009)[6][3]